# Albareto
Albareto är en ort och kommun i provinsen Parma i regionen Emilia-Romagna i Italien. Kommunen hade 2 145 invånare (2018).